# Рой Бриджис
Рой Дъбард Бриджис, дж. (на английски: Roy Dubard Bridges, Jr.) е генерал-майор от USAF и астронавт на НАСА, участник в един космически полет.

## Образование
Рой Бриджис завършва колежа Gainesville High School в Джорджия през 1961 г. През 1965 г. получава бакалавърска степен по инженерство и звание лейтенант от Академията на USAF, Колорадо Спрингс, Колорадо. През 1966 г. става магистър по астронавтика и аеронавтика в университета Пардю, Индиана.

## Военна кариера
Рой Бриджис става боен пилот през 1965 г. Заемал е различни командни длъжности в USAF. От юни 1993 до юли 1996 г. е директор по материално-техническата част на авиобазата Райт Патерсън, Охайо. Преди това е командир на изпитателния център на ВВС в авиобазата Едуардс, Калифорния; командир на Западния космически и ракетен център в авиобазата Патрик, Флорида; командир на 6510 - то изпитателно авиокрило, Едуардс, Калифорния.

## Служба в НАСА
Рой Д. Бриджис е избран за астронавт от НАСА на 29 май 1980 г., Астронавтска група №9. Той е взел участие в един космически полет. В началото на 1986 г. напуска НАСА, за да продължи кариерното си развитие в USAF.

### Полети
| Космически полет на Рой Данбард Бриджис                       | Космически полет на Рой Данбард Бриджис | Космически полет на Рой Данбард Бриджис | Космически полет на Рой Данбард Бриджис | Космически полет на Рой Данбард Бриджис | Космически полет на Рой Данбард Бриджис | Космически полет на Рой Данбард Бриджис |
| №                                                             | Дата                                    | КК                                      | Емблема на мисията                      | Функции                                 | Продължителност                         |                                         |
| ------------------------------------------------------------- | --------------------------------------- | --------------------------------------- | --------------------------------------- | --------------------------------------- | --------------------------------------- | --------------------------------------- |
| 1                                                             | 29 юли 1985                             | „Чалънджър“, мисия STS-51F              |                                         | Пилот                                   | 7 денонощия 22 часа 45 мин. 26 сек.     |                                         |
| Сумарно време в космоса – 7 денонощия 22 часа 45 мин. 26 сек. |                                         |                                         |                                         |                                         |                                         |                                         |

## Награди
- Медал за особени заслуги;
- Медал за отлична служба с дъбови листа;
- Легион за заслуги с дъбови листа;
- Кръст за летателни заслуги;
- Медал за похвална служба;
- Въздушен медал с 14 дъбови листа;
- Медал за похвала на USAF;
- Медал на НАСА за участие в космически полет.

## Личен живот
Рой Бриджис живее в Уилямсбърг, Вирджиния със съпругата си Бенита (на английски: Benita Bridges).